# Pachnoda madaraszi
Pachnoda madaraszi är en skalbaggsart som beskrevs av Csiki 1909. Pachnoda madaraszi ingår i släktet Pachnoda och familjen Cetoniidae. Utöver nominatformen finns också underarten P. m. ryani.